# 正木商事
正木商事株式会社（まさきしょうじ）とは、奈良県奈良市に本社を置く不動産会社。
賃貸仲介、テナント仲介、駐車場仲介、賃貸管理、不動産有効活用・資産運用のコンサルティングなどの業務を行う不動産企業である。
正木商事株式会社の賃貸仲介店舗は、賃貸のマサキの屋号で奈良市3店舗、天理市1店舗合計4店舗。奈良の不動産賃貸分野において専門的な知識やスキル、長いキャリアを持つ7名の賃貸専門家を各店舗へ配置し運営を行う。

## 特徴
奈良創業の地元の老舗企業。賃貸仲介件数・賃貸住宅管理戸数など奈良でも上位の実績がある。
現、取締役会長正木康雄氏が1965年2月に正木商事株式会社の全身である昭和土地開発を開業し、地元奈良市の普及に努めた功績で2009年に黄綬褒章受章した企業として知られている。
現在は、代表取締役を正木久雄氏が引継ぎ、多数の業界団体（公益社団法人全国宅地建物取引業保証協会奈良本部、一般社団法人全国賃貸不動産管理業協会、奈良商工会議所等）で不動産業界の健全化に貢献している。

## 沿革
- 1965年（昭和40年）- 昭和土地開発を開業
- 1968年（昭和43年）- 損害保険事業開始
- 1970年（昭和45年）- 不動産賃貸管理事業開始
- 1975年（昭和50年）- 正木商事株式会社設立（屋号：賃貸のマサキ）・本社新社屋完成（正木ビル）・JR奈良駅前店開設（第１号店）
- 1980年（昭和55年）- 尼ヶ辻店開設
- 1989年（平成元年）- JR奈良駅前店移転
- 1990年（平成2年）- 新社屋完成・尼ヶ辻店移転
- 1994年（平成6年）- サブリース（借り上げ）事業開始
- 1995年（平成7年）- 近鉄奈良駅前店開設
- 1996年（平成8年）- 自社ビル完成（車屋ビル）・尼ヶ辻店移転
- 1998年（平成10年）- 自社物件台帳のデジタルシステム導入
- 1999年（平成11年）- リフォーム事業開始・賃貸情報誌「家～イ」出版開始
- 2001年（平成13年）- 天理駅前店開設
- 2006年（平成18年）- ライフアシスタントサービス開始
- 2008年（平成20年）- 正木康雄黄綬褒章受章
- 2009年（平成21年）- JR奈良駅前店移転
- 2010年（平成22年）- 近鉄奈良駅前店移転
- 2012年（平成24年）- 天理駅前店移転
- 2013年（平成25年）- 尼ヶ辻店移転・Webマネジメント課開設
- 2014年（平成26年）- 産学連携開始（大阪樟蔭女子大学）
- 2015年（平成27年）- オリジナルブランド ie（イイ）ナライフ運営開始
- 2016年（平成28年）-新社屋完成（マサキ第2ビル）・JR奈良駅前店移転・TV番組「おまかせ！物件リサーチ」放送開始・正木住宅（毘沙門町正木康雄宅）主屋・蔵・文化庁にて有形文化財へ登録
- 2017年（平成29年）- 地方創生推進事業参加
- 2018年（平成30年）-奈良県仲介件数№1受賞（大東建託株式会社）・IT重説開始・「生活支援モデル事業」参加・・天理大学とのリノベーション企画・参加
- 2019年（平成31年）- なら女性活躍推進クラブ会員登録・奈良市共同企画「モニタリングin NARA City」参加・食プロジェクト・住プロジェクト企画・運営開始・天理大学リノベーション計画開始・奈良女子大学地域創生事業開始・イイナライフサポート事業開始
- 2020年（令和2年）-「ぱ～ぷるmama」特集ページ掲載・オンライン内見開始・奈良県初現役学生キャンパスインタビュー掲載
- 2021年（令和3年）-大和ハウスグループダイワリビング（株）D-Partner提携・Google口コミエリアNo.1獲得・積水ハウスシャーメゾンショップ加盟・「おもてなしルーム」新築マンションプロジェクト企画参加・女性に対する暴力をなくす運動「パープルリボン」参加
- 2022年（令和4年）- シャーメゾンショップ特約店へ昇格・tiktok公式アカウント開設
- 2023年（令和5年）- 奈良エリア仲介成約数優秀賞受賞（賃貸住宅 D-ROOM）
- 2024年（令和6年）- tiktok公式アカウントフォロワー1.8K突破・奈良女子大学新築マンションプロジェクト企画・参加・天理大学×賃貸のマサキインターンシップお部屋づくりプロジェクト企画・参加・NHK総合テレビ「ならナビ」に出演

## 事業所
- 本社 - 奈良県奈良市三条町511
- JR奈良駅前店 - 奈良県奈良市三条町511
- 尼ヶ辻店 - 奈良県奈良市三条大路５丁目2-40
- 近鉄奈良駅前店 - 奈良県奈良市中筋町3-3Tビル 1Ｆ
- 天理駅前店 - 奈良県天理市川原城町680天理ビル1Ｆ
- 営繕・管理部 - 奈良県奈良市三条大路５丁目2-40　2F

## テレビCM
- 2014年8月　店舗移転に伴う大総力祭CMを放送
- 2016年6月以降　ルームアドバイザーが出演したCMを放送